# Hệ thống tài chính toàn cầu
Hệ thống tài chính toàn cầu là khuôn khổ toàn thế giới của các hiệp định pháp lý, thể chế và tác nhân kinh tế chính thức và không chính thức cùng nhau tạo điều kiện cho dòng vốn tài chính quốc tế cho các mục đích đầu tư và tài chính thương mại. Hệ thống này đã phát triển đáng kể từ cuối thế kỷ 19 trong suốt làn sóng hiện đại đầu tiên của toàn cầu hóa kinh tế, đánh dấu bằng việc thành lập các ngân hàng TW, các hiệp ước đa phương và các tổ chức liên chính phủ để cải thiện tính minh bạch và hiệu quả của thị trường quốc tế.:74

## Thành phần

### Những tác nhân chính
1. Tổ chức tài chính địa phương và quốc gia (các thể chế lưu ký, hợp đồng, và đầu tư), các ngân hàng phát triển đa phương, các ngân hàng phát triển khu vực, các ngân hàng phát triển song phương và các cơ quan, Ngân hàng Thế giới và các ngân hàng siêu quốc gia khác, Quỹ Tiền tệ Quốc tế và Ngân hàng Thanh toán Quốc tế.
2. Khách hàng của hệ thống tài chính toàn cầu gồm các tập đoàn đa quốc gia, các quốc gia nền kinh tế của họ và thực thể chính phủ, ví dụ như các ngân hàng TW của các nền kinh tế G20, các Bộ trưởng tài chính EU, NAFTA, OPEC.
3. Cơ quan quản lý của hệ thống tài chính toàn cầu bao gồm Quỹ Tiền tệ Quốc tế và Ngân hàng Thanh toán Quốc tế, đặc biệt là Hội nghị của Kinh tế Toàn cầu (GEM), trong đó thống đốc Ngân hàng Trung ương các nền kinh tế mới nổi được tham gia đầy đủ.

### Các tổ chức tài chính
Các tổ chức tài chính toàn cầu là các ngân hàng đầu tư, các công ty bảo hiểm, ngân hàng thương mại và tổ chức tài chính phi ngân hàng hoạt động trong chứng khoán, trái phiếu, ngoại hối, phái sinh và thị trường hàng hóa, đầu tư vốn tư nhân bao gồm thế chấp trong quỹ tự bảo hiểm rủi ro và các quỹ hưu trí, quỹ tương hỗ, quỹ Đầu tư quốc gia, vv. Tổ chức thương mại riêng lẻ hoạt động ở cấp độ quốc tế có một số tổ chức quốc tế công lập, bán công lập.

## Chỉ trích, thảo luận và cải cách
- Ann Pettifor, nhà kinh tế,, London
- George Soros, chủ quỹ đầu tư giàu nhất thế giới
- Joseph Stiglitz, nhà kinh tế, Columbia Business School, New York, NY.
- Michel Barnier,
- Paul Krugman, nhà kinh tế MIT, MA.
- Simon Johnson,nhà kinh tế
- ATTAC
- Bretton Woods Project
- Occupy Movement, including the Blocupy movement
- Tax Justice Network
- Hội nghị Liên Hợp Quốc về Thương mại và Phát triển (UNCTAD)[3]